# マーク・マロック・ブラウン
マロック＝ブラウン男爵ジョージ・マーク・マロック・ブラウン（George Mark Malloch Brown, Baron Malloch-Brown KCMG PC、1953年9月16日 - ）は、イギリスの政治家、外交官、ジャーナリストである。
『エコノミスト』紙の政治特派員を務めた後、1979年から1983年まで国連難民高等弁務官事務所に勤務した。その後、アメリカの広報会社・ソーヤー＝ミラーで国際パートナーを務めた後、1994年から1999年まで世界銀行の開発専門家、1999年から2005年まで国連開発計画代表、2006年4月から12月まで国連副事務総長を務めた。2007年に終身貴族院議員となり、2007年から2009年までアフリカ・アジア・国連担当大臣を務めた。

## 若年期と初期のキャリア
1953年9月16日にロンドン・メリルボーンで生まれた。父は元南アフリカの外交官で、イギリスに亡命した。
マールバラ・カレッジで教育を受け、ケンブリッジ大学のモードリン・カレッジで歴史学の第一級優等学位を、ミシガン大学アナーバー校で政治学の修士号を取得した。
1977年から1979年まで『エコノミスト』紙の政治記者を務めた。1979年から1983年まで国連難民高等弁務官事務所 (UNHCR) に勤務した。1979年から1981年までタイに駐在してカンボジア難民の現地活動を担当し、サ・ケオとカオイダンのキャンプ建設を監督した。この時期、UNHCRは1981年に2度目のノーベル平和賞を受賞した。1983年に『エコノミスト』に復帰し、『エコノミスト開発レポート』の創刊して編集長となり、1986年までその職に就いた。
1983年イギリス総選挙で社会民主党からの出馬を考えていたが、候補者に選ばれなかった。

## ソーヤー＝ミラー（1986年–1994年）
1986年から1994年まで、アメリカに拠点を置くコミュニケーション・コンサルタント会社、ソーヤー・ミラー・グループのリード国際パートナーであった。最終的には他の3人のパートナーとの共同経営者となった。同グループは、外国政府、企業、公共政策の議論にアメリカ式の選挙運動手法を用いた最初のコミュニケーション・コンサルタントの一社だった。マロック・ブラウンは、東欧やロシアの指導者たちと民営化やその他の経済改革問題に幅広く取り組んだ。
マロック・ブラウンは、ラテンアメリカの政治家へのアドバイスに広報活動のエネルギーを集中させた。1989年のボリビア大統領選挙では、ゴンサロ・サンチェス・デ・ロサダの選挙運動にアドバイスを提供した。1990年のペルー大統領選挙ではマリオ・バルガス・リョサの選挙運動を支援したが、バルガス・リョサはマロック・ブラウンの助言を聞かず、世論調査では当初リードしていたにもかかわらず、アルベルト・フジモリに敗北した。チリでは、アウグスト・ピノチェト政権の打倒に挑戦した野党にアドバイスを提供し、これを成功させた。コロンビアでは、「メデジン・カルテルの政治部門」というイメージをどうやって脱却するかについて政権にアドバイスした。
1986年2月のフィリピン大統領選挙では、フェルディナンド・マルコスに対抗するコラソン・アキノの選挙活動を支援した。アキノ陣営は、マルコス陣営が投票結果の発表前に勝利宣言をするだろうと予想して、自陣営も同様に勝利宣言をすることにし、コラソン・アキノが読み上げる演説の内容をマロック・ブラウンが執筆した。マロック・ブラウンは、「コーリーの選挙運動における傑出した成果は、彼女が勝ったことを示す出口調査を作成することだった」と述べている。

## 世界銀行（1994年–1999年）
1994年、国連との対応を担当する対外問題担当副総裁として世界銀行（世銀）に入行した。マロック・ブラウンは、その経験を生かして世銀の評判を一変させた。マロック・ブラウンの指導の下で、世銀は新聞広告やテレビキャンペーンでオピニオンメーカーにアピールし、「世銀は部外者の意見に耳を貸さない傲慢な機関である」という認識を変えた。これにより、世銀は「傾聴銀行」としての評判を徐々に高めていった。

## 国連（1999年–2006年）
マロック・ブラウンは1999年7月に国連開発計画 (UNDP) 代表として国連に戻り、2005年8月までその職に就いた。
マロック・ブラウンは、2000年9月の国連ミレニアム・サミットで採択されたミレニアム宣言をもとに翌2001年に策定されたミレニアム開発目標 (MDGs) の作成を主導した。その際、廊下で国連環境計画の責任者とすれ違ったときに、MDGに環境目標を入れないまま草案を印刷所に送ってしまったことに気づき、MDGの第7項を急いで追加したと後に振り返っている。
国連開発計画代表の在任中の2002年にジョージ・ソロスと会談し、国連とソロスのオープン・ソサエティ研究所だけでなく、他の組織が人道的機能に資金を提供するために協働することを示唆した。
2002年後半、マロック・ブラウンは、ベネズエラのウゴ・チャベス政権と、翌年にチャベスのリコールを開始しようとしていた野党との間の会談を支援することを申し出た。マロック・ブラウンが派遣したUNDPのオブザーバーは、ベネズエラの全国選挙管理委員会 (CNE) に選ばれ、2004年の大統領信任投票のための署名集めを監督した。
マロック・ブラウンは、2004年のスマトラ島沖地震に対する国連の対応を調整した。
2005年1月にはコフィー・アナン事務総長の事務総長官房長に指名されたが、2005年の大半はUNDP代表としての地位を維持していた。
マロック・ブラウンは、2005年のタイム100の「リーダーと革命家」部門で7位にランクインした。

### 国連副事務総長（2006年）
2006年4月1日、マロック・ブラウンはルイーズ・フレシェットの後任として国連副事務総長に就任し、2006年12月まで在任した。

#### 石油食料交換プログラム
マロック・ブラウンは、国連による石油食料交換プログラムの取り扱いを公に擁護した。同氏は「組織から一銭も失われていない」と批判に反論したが、国連の内部監査では、石油食料交換プログラムに5億5,700万ドルもの過大な補償があったことが明らかになった。国連の平和維持調達に関する別の監査では、16億ドルの予算に対し少なくとも3億1,000万ドルが計上されていないと結論づけられた。
安全保障理事会でブリーフィングを行ったマロック・ブラウンは、監査で明らかになった状況は「憂慮すべきもの」であり、16億ドルの予算のうち3億ドル近くが関与していたが、それ以上に、不正の事例はごくわずかで、重大な浪費があったことを示していると主張した。同氏は、国連事務局は、監査を受けた部門が表明した留保に基づき、監査人の結論を完全に受け入れたわけではないと指摘した。

#### ジョージ・W・ブッシュ政権への批判
2006年6月6日、ニューヨーク市で開催された会合における演説で、「あまりにも過剰な国連バッシングとステレオタイプ化」を許容しているアメリカのジョージ・W・ブッシュ政権を批判した。マロック・ブラウンは、国連に関するアメリカ国内の政治的対話の多くが、トークショーの司会者ラッシュ・リンボーやニュース専門放送局のFOXニュースなど、保守的な強い批判者に委ねられており、その結果、国連の真の役割と価値が「中米では謎」(a mystery in Middle America) になっていると述べた。この発言は、ホワイトハウスやアメリカの一部の保守的なコメンテーターからの反発を招き、アメリカ国連大使のジョン・ボルトンが謝罪を行った。ボルトンは記者団に対し、「私は今朝、事務総長と話し、『私は1989年からあなたを知っているので、これは国連高官による最悪のミスだと言っておく』と言っていた」とつけ加えた。
ジョン・ポデスタとリチャード・レオーネは次のように書いた。「（ボルトンの発言は、）マロック・ブラウン氏の発言を『アメリカ国民』への攻撃と呼び、……ラッシュ・リンボーやFOXニュースをアメリカ国民と混同させることで……歪めている。マロック・ブラウン氏は、そのようなリーダーシップのために嘆願する外交の伝統のお上品さを壊さなければならなかった。……マロック・ブラウン氏は確かに正しい。アメリカの人々は、世界で最も重要な国際機関で彼らの利益を表現するために、（今の政権よりも）より良いリーダーシップと外交を受けるべきである。」マロック・ブラウン自身は謝罪の必要性を拒否し、アナン事務総長もそれを支持し、「（副事務総長の発言は）正しく読まれるべきである」と述べた。
2006年7月のイスラエル・ヒズボラ戦争の際、マロック・ブラウンは、レバノン危機の解決に向けて、アメリカは他国と「主導権を共有する」ことを認めるべきだと述べ、また、イラク戦争を扇動したのと同じチームが交渉を主導していると国際社会に思われないように、イギリスは危機の解決に向けて控えめな姿勢をとるべきだと助言した。この発言は、アメリカ国務省をはじめとする一部のアメリカ政府関係者から再び批判を浴びた。国務省の報道官は「我々は、国連の高官が、加盟国を批判することを仕事にしているように見え、率直に言って、見当違いで間違った方向に導く批判をしているという、厄介なパターンに直面している」と述べている。
マロック・ブラウンは、PBSのインタビューで次のように答えた。
アメリカ（政府）がコメントで反論することはないと思う。私は実際にインタビューの中で、幅広い多国間の連合を示すものであることを確認するために、フランスやその他の国に手を差し伸べるようにアメリカに呼びかけており、私の呼びかけについての1つのニュースサイクルの中で、それは功を奏した。私は予言的だったかもしれないが、批判的ではなかった。
その後、ボルトンが12月初旬に自身の辞任を発表した際には、マロック・ブラウンは喜びを顕にし、記者団に「ノーコメント。そして、あなた方は『彼は笑顔でそう言った』と報じるでしょう」と語った。
2007年5月、ジョージ・ソロスのクオンタム・ファンドは、マロック・ブラウンを副社長に任命したことを発表した。マロック・ブラウンは、ソロスの組織の中で2つの重要な他の2つの組織であるソロス・ファンド・マネジメントとオープン・ソサエティ研究所の副会長にも任命された。

## イギリス政界（2007年–2009年）
2007年6月27日、マロック・ブラウンがゴードン・ブラウン次期首相の政権に、外務・英連邦省 (FCO) のアフリカ・アジア・国連担当大臣として入閣することが発表された。就任後の2007年7月9日、「ウェスト・サセックスのセント・レナード・フォレストのマロック＝ブラウン男爵」として一代貴族に叙任された。また、枢密顧問官にも任命された。2006年11月には、マロック・ブラウンの入閣と爵位継承の計画が『オブザーバー』紙にリークされていた。当時、『デイリー・テレグラフ』紙は次のように報じた。「支援機関やリベラル派が、ホワイトホールへの『聖マーク』の到着に乾杯しているとき、大西洋の両岸のネオコンは、悪魔の写真にダーツを投げていた。（彼を）アフリカの偉大な希望であり、イラク戦争に反対する公理にかなった人物だと考える人と、石油食料交換プログラムにおける汚職事件でコフィー・アナンを擁護した反米のエゴイストだと考える人との間で意見が分かれている」『オブザーバー』紙によれば、マロック・ブラウンは大臣就任時にクオンタム・ファンドの副会長を辞任した。
スコットランド刑事事件審査委員会 (SCCRC) がアブデルバセット・アル・メグラヒのパンアメリカン航空103便爆破事件（ロッカビー事件）の有罪判決に対する再審理を決定したことを受けて、ロッカビー裁判で国連から任命されたオブザーバーであるハンス・ケフラーは2007年7月4日、「ロッカビー事件の完全かつ独立した公的調査」を改めて求める書簡をマロック・ブラウンに送付した。ケフラーはこの書簡を、スコットランドのアレックス・サモンド自治政府首相、デイヴィッド・ミリバンド外務大臣、ジャッキー・スミス内務大臣にも宛てた。
2007年11月、イギリスの保守系雑誌『スペクテイター』は、以前ジョン・プレスコット元副首相が使用していたロンドンの政府所有の「グレース・アンド・フェイバー」のアパートにマロック・ブラウン一家が入居していたことを批判して注目を集めた。2007年11月18日、『サンデー・タイムズ』紙は、『スペクテイター』誌のマロック・ブラウンへの激しい攻撃の背後に、上司であるミリバンド外相の手があるとの見方もあると報じ、論争を煽った。
2009年7月7日、個人的・家庭的な理由により、2009年7月末にアフリカ・アジア・国連担当大臣の職を退くことを発表した。

## 政界引退後（2010年–）
マロック・ブラウンは2010年9月にFTIコンサルティングの国際関係の会長に任命された。
2014年、マロック・ブラウンは投票機メーカーのスマートマチックを保有する持株会社SGOコーポレーションの取締役会長に就任した。
2020年12月、2021年1月1日よりパトリック・ガスパードの後任としてオープン・ソサエティ財団の会長を務めることが発表された。

## 私生活
マロック・ブラウンは一人っ子である。妻との間に4人の子供がいる。
マロック・ブラウンは投資家ジョージ・ソロスの親友である。2人は国連とオープン・ソサエティ財団の協働において一緒に働いたことがあり、国連の任務に就いている間はニューヨークにあるソロスが所有するアパートを借りていた。

## 栄誉
- 2007年 - 聖マイケル・聖ジョージ勲章ナイト・コマンダー[50]